# Garjainia
Garjainia es un género extinto de reptil arcosauromorfo que vivió en el periodo Triásico Inferior (Olenekiense), en lo que hoy es Rusia y Sudáfrica. Su cuerpo medía entre 1.5 a 1.8 metros. Se considera que este animal está estrechamente relacionado con Erythrosuchus de Sudáfrica.

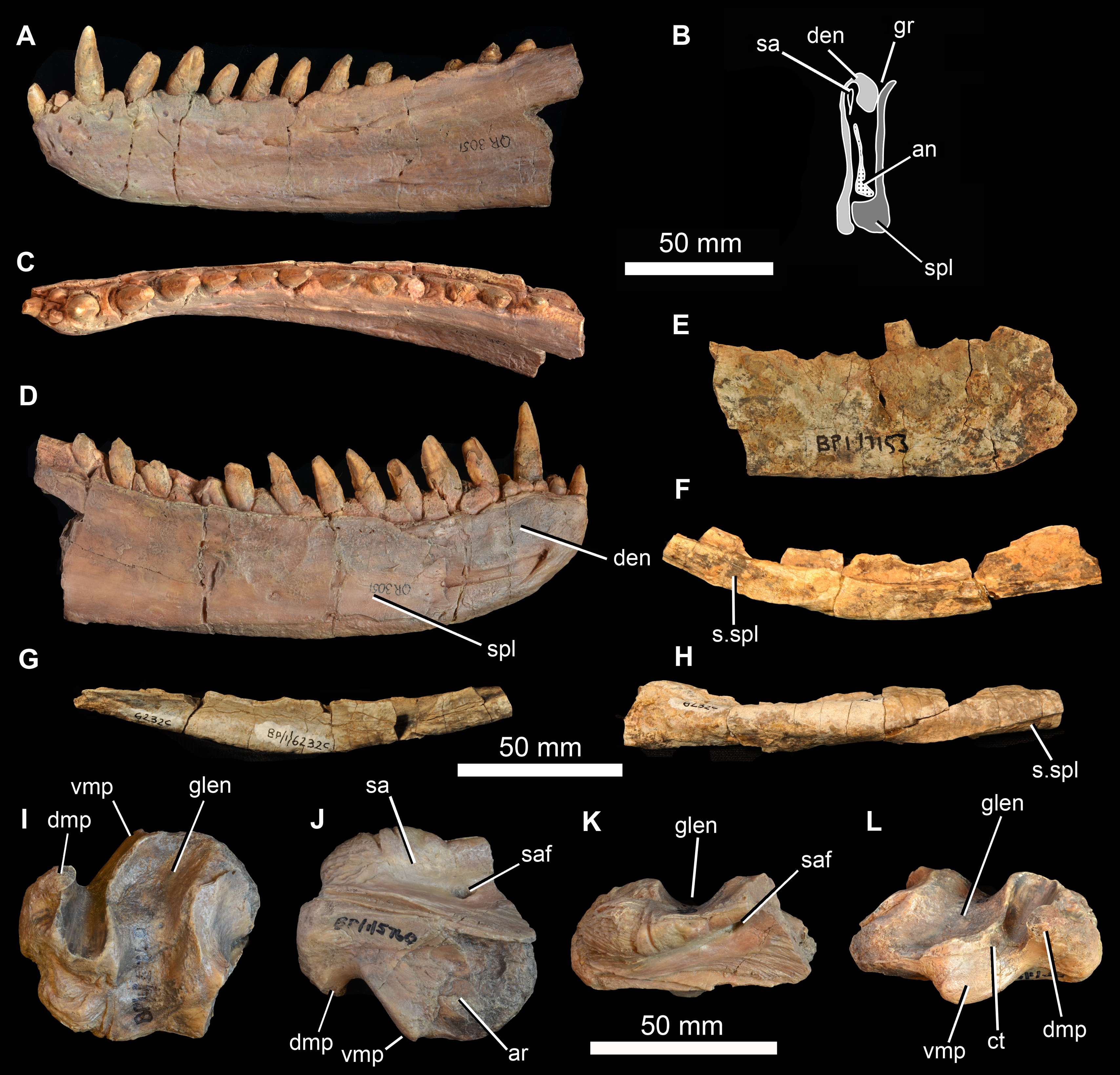
Mandíbula de Garjainia madiba.

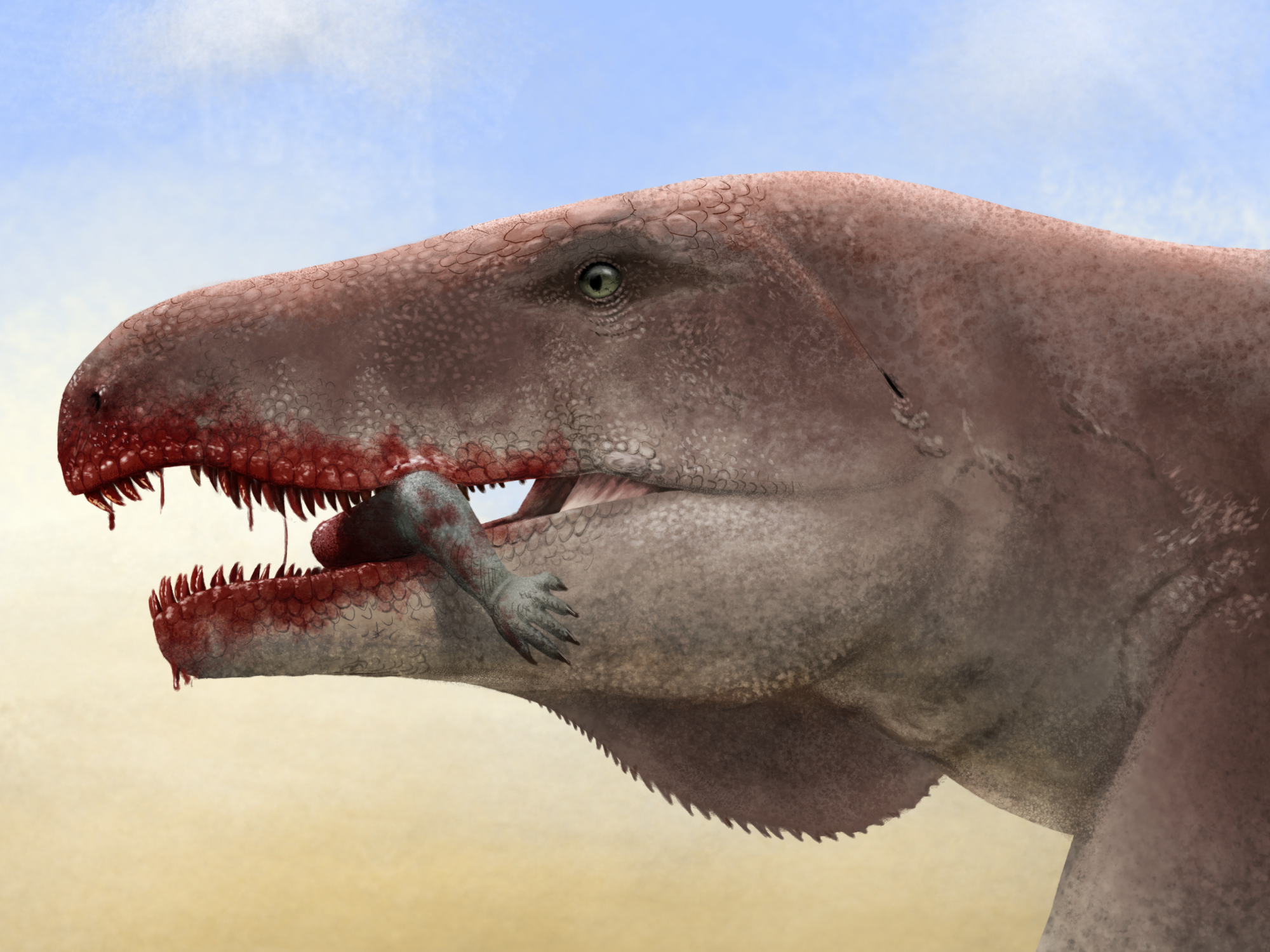
Restauración especulativa

Garjainia fue descrito originalmente por el investigador soviético V.G. Ochev, quien lo clasificó en su propia familia, Garjainidae. Sin embargo, otro científico soviético, Tatarinov, consideró que los géneros Erytrosuchus y Garjainia serían sinónimos. Desde entonces se ha clasificado a Garjainia como un género separado, que forma parte de la familia Erythrosuchidae. Además, se llama la atención sobre la existencia de muchas características primitivas en este animal, indicando que representa la transición entre la familia Proterosuchidae (animales considerados como descendientes de Chasmatosuchus) y la familia Erythrosuchidae.

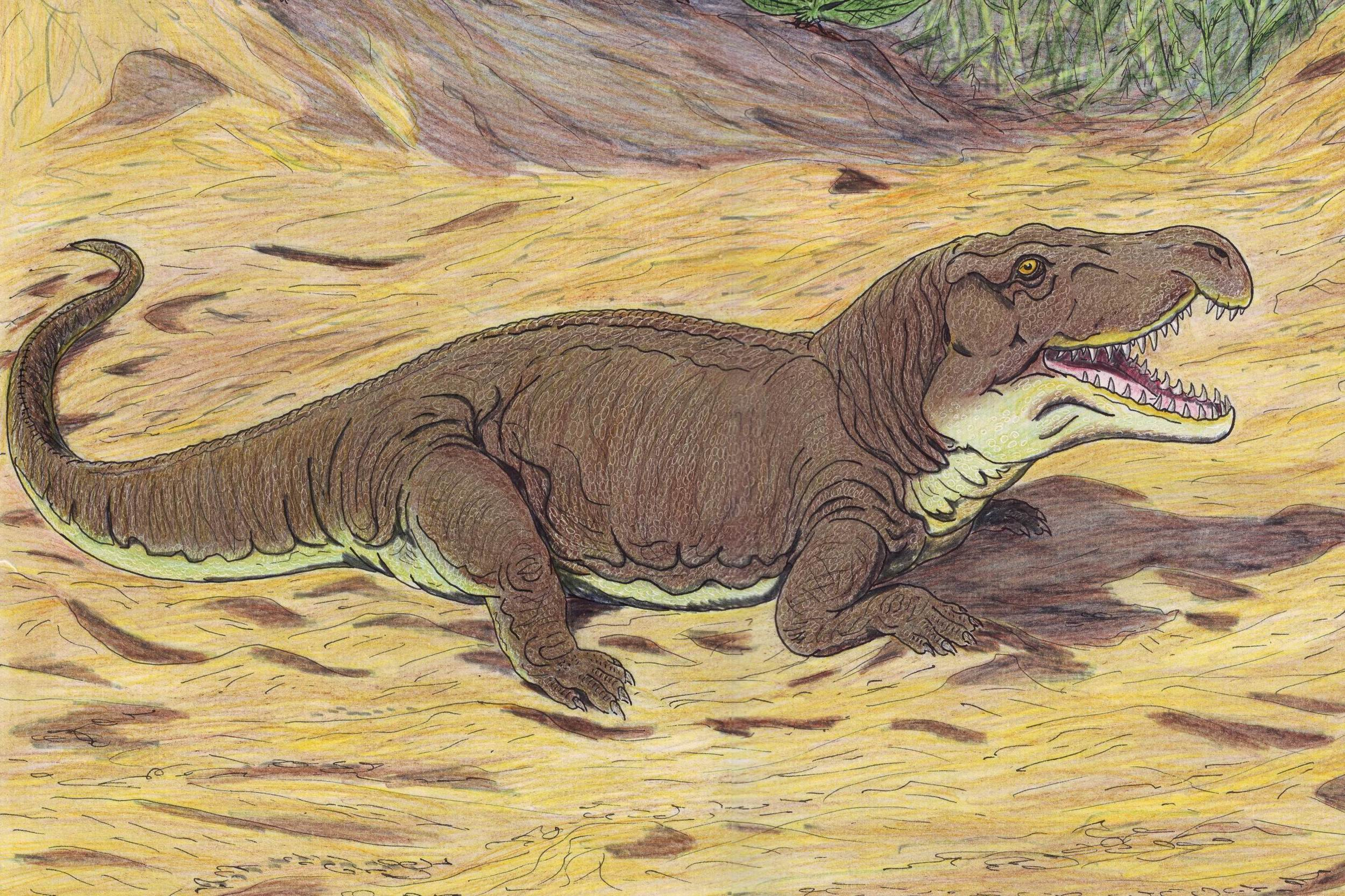
Recreación de Garjainia

## Literatura
- Gower, D.J., Ochev, V.G. The Age of Dinosaurs in Russia and Mongolia, s. 145-147. (link do strony).
- Ochev, V.G. Materials to the Tetrapod History at the Paleozoic-Mesozoic Boundary. 2004. (https://web.archive.org/web/20060116112832/http://www.sgu.ru/institutes/geology/docs/Ochev_2004.pdf).
- Robert L. Carroll. Paläontologie und Evolution der Wirbeltiere. Thieme, Stuttgart (1993), ISBN 3-13-774401-6
- Martin Sander. Reptilien. Enke, Stuttgart (1994), ISBN 3-432-26021-0
- Michael J. Benton, James M. Clark. Archosaur phylogeny and the relationships of the Crocodylia. En línea PDF
- David Gover. The tarsus of erythrosuchid archosaurs, and implications for early diapsid phylogeny. Zoological Journal of the Linnean Society, 1996, 116: 347–375. PDF en línea.
- Gower, David; Hancox, P. John; Botha-Brink, Jennifer; Sennikov, Andrey G.; Butler, Richard J. (11 de noviembre de 2014). «A New Species of Garjainia Ochev, 1958 (Diapsida: Archosauriformes: Erythrosuchidae) from the Early Triassic of South Africa». PLOS ONE. doi:10.1371/journal.pone.0111154.